# Emil Larsen
Emil Larsen (Copenaghen, 22 giugno 1991) è un calciatore danese, centrocampista del Lyngby.

## Carriera
Emil Larsen ha iniziato la carriera nelle giovanili del Lyngby.
Larsen è sceso in campo con tutte le Nazionali del suo Paese a partire dall'Under-16 fino al debutto, nel 2013, con la Nazionale maggiore.

## Statistiche
Statistiche aggiornate al 29 marzo 2016.
| Stagione             | Club                 | Campionato           | Campionato | Campionato | Coppe nazionali | Coppe nazionali | Coppe nazionali | Coppe continentali | Coppe continentali | Coppe continentali | Altre coppe | Altre coppe | Altre coppe | Totale | Totale |
| Stagione             | Club                 | Comp                 | Pres       | Reti       | Comp            | Pres            | Reti            | Comp               | Pres               | Reti               | Comp        | Pres        | Reti        | Pres   | Reti   |
| -------------------- | -------------------- | -------------------- | ---------- | ---------- | --------------- | --------------- | --------------- | ------------------ | ------------------ | ------------------ | ----------- | ----------- | ----------- | ------ | ------ |
| 2009-2010            | Lyngby               | D1                   | 27         | 11         | -               | 2               | 0               | -                  | -                  | -                  | -           | -           | -           | 29     | 11     |
| 2010-2011            | Lyngby               | SL                   | 24         | 5          | -               | -               | -               | -                  | -                  | -                  | -           | -           | -           | 2      | 5      |
| 2011-2012            | Lyngby               | SL                   | 32         | 9          | -               | -               | -               | -                  | -                  | -                  | -           | -           | -           | 13     | 9      |
| Totale Lyngby        | Totale Lyngby        | Totale Lyngby        | 83         | 25         |                 | 2               | 0               |                    |                    |                    |             |             |             | 85     | 25     |
| 2012-2013            | Odense               | SL                   | 28         | 7          | -               | 1               | 0               | -                  | -                  | -                  | -           | -           | -           | 29     | 7      |
| 2013-2014            | Odense               | SL                   | 32         | 6          | -               | 2               | 0               | -                  | -                  | -                  | -           | -           | -           | 34     | 6      |
| 2014-2015            | Odense               | SL                   | 32         | 3          | -               | 1               | 0               | -                  | -                  | -                  | -           | -           | -           | 33     | 3      |
| 2015-2016            | Odense               | SL                   | 16         | 1          | -               | 2               | 0               | -                  | -                  | -                  | -           | -           | -           | 18     | 1      |
| Totale Columbus Crew | Totale Columbus Crew | Totale Columbus Crew | 108        | 17         |                 | 6               | 0               |                    |                    |                    |             |             |             | 114    | 17     |
| 2016                 | Columbus Crew        | MLS                  | 1          | 0          | -               | -               | -               | -                  | -                  | -                  | -           | -           | -           | 1      | 0      |
| Totale               | Totale               | Totale               | 192        | 42         |                 | 8               | 0               |                    |                    |                    |             |             |             | 200    | 42     |